# Zoocenosi
La zoocenosi è il complesso degli organismi animali che in un ecosistema compongono una biocenosi.
Nella rete alimentare, la zoocenosi è rappresentata esclusivamente nei livelli trofici degli organismi consumatori, perciò negli ecosistemi è sostenuta, sotto l'aspetto alimentare, da organismi produttori che, nella maggior parte dei casi, si identificano in una fitocenosi. Fanno eccezione gli abissi marini, nei quali la zoocenosi rappresenta il complesso della biocenosi e gli apporti trofici provengono dall'esterno.
Sotto l'aspetto trofico, i componenti di una zoocenosi si possono distinguere nelle seguenti categorie:
- Consumatori primari.
- Consumatori secondari.
- Saprofiti.

I consumatori primari si nutrono di organismi produttori (piante o microrganismi autotrofi). Comunemente sono chiamati erbivori o fitofagi, se il rapporto trofico si identifica sostanzialmente in una forma di predazione, oppure parassiti, se si identifica in una forma di parassitismo. Il termine di erbivoro è attribuito in genere ai Vertebrati, mentre quello di fitofago è attribuito agli Invertebrati. Piuttosto rari sono i casi di parassitismo fra gli organismi consumatori e fanno capo, per lo più, alla classe dei Nematodi. Va tuttavia specificato che molto spesso si usa impropriamente il termine di parassita per indicare gli organismi fitofagi.
I consumatori secondari si nutrono di organismi consumatori e, nell'ambito delle catene alimentari, si distinguono in differenti livelli trofici, in genere due o, negli ecosistemi più produttivi, tre. Comunemente sono chiamati carnivori se si nutrono a spese di altri animali, onnivori se si nutrono indifferentemente a spese di organismi consumatori e produttori, micetofagi, se si nutrono a spese di funghi, e, infine, parassiti se il rapporto trofico si identifica in una forma di parassitismo.
I saprofiti componenti della zoocenosi occupano generalmente i primi stadi dei processi di decomposizione e sono rappresentati da animali detritivori che si nutrono di spoglie di animali morti, residui vegetali e altri materiali organici. Sono per lo più rappresentati da invertebrati.
I rapporti trofici all'interno di una zoocenosi si identificano in generale in una delle seguenti forme:
- predazione
- parassitismo
- commensalismo
- competizione interspecifica